# Grand Prix Michel-Lair
Le Grand Prix Michel-Lair est une course cycliste française disputée autour de Cherbourg-en-Cotentin, en Normandie. Créée en 1951, il s'agit de l'une des plus anciennes compétitions cyclistes du département de la Manche. Elle rend hommage à l'ancien maire d'Octeville Michel Lair, qui occupe ses fonctions de 1945 à 1947,.

## Histoire
Dans les années 1960, le Grand Prix Michel-Lair est qualificatif pour le Maillot des As, championnat par points récompensant le meilleur coureur de la saison en Normandie. On ne dénombre qu'une trentaine de participants au milieu des années 1970, tandis qu'une centaine de coureurs se présentent au départ en 2007. Auparavant classée élite nationale, elle est rétrogradée dans le calendrier régional en 2014. 
En 2015, le Grand Prix sert de parcours pour le championnat régional de Normandie,. L'édition 2020 est annulée en raison de la pandémie de Covid-19. En 2021, la course réintègre le calendrier national, mais elle est une nouvelle fois annulée en raison du contexte sanitaire.

## Palmarès
| Année     | Vainqueur           | Deuxième               | Troisième            |
| --------- | ------------------- | ---------------------- | -------------------- |
| 1951      | Marcel Regnault     | André Chesnel          | Hopquin              |
| 1952      | Michel Fontaine     | Joigneau               | Émile Lefranc        |
| 1953      | Robert Houelbec     | André Rouillé          | Gabriel Jarrige      |
| 1954      | Claude Le Ber       | Émile Guérinel         | Gabriel Jarrige      |
| 1955      | Fernand Lepoittevin | Roger Boutin           | Roland Marais        |
| 1956      | Eugène Letendre     | Gabriel Jarrige        | Raymond Guilbert     |
| 1957      | Eugène Letendre     | Félix Lebuhotel        | Jacques Ricques      |
| 1958      | Marcel Fabrice      | Dominique Motte        | Jacques Ricques      |
| 1959      | Pierre Poulingue    | Émile Guérinel         | André Amy            |
| 1960      | Élie Lefranc        | André Cloarec          | Alphonse Leboulanger |
| 1961      | Jacques Bachelot    | Jean Jourden           | Jean Desvigne        |
| 1962      | Élie Lefranc        | Raymond Guilbert       | Jean Belloir         |
| 1963      | Jean Belloir        | Bernard Cateau         | Jean Sadot           |
| 1964      | Élie Lefranc        | Michel Marie           | Daniel Ducreux       |
| 1965      | René Caignet        | Jacques Gérard         | René Quesnel         |
| 1966      | Gérard Swertvaeger  | Gérard Durel           | Élie Lefranc         |
| 1967      | Claude Lechatellier | Joseph Novales         | Gérard Durel         |
| 1968      | Jean Dupont         | Raymond Lebreton       | René Quesnel         |
| 1969      | Gérard Jeanne       | Jacky Chan-Tsin        | Raymond Lebreton     |
| 1970      | Jean-Paul Maho      | Dave Rollinson (en)    | Jacky Chan-Tsin      |
| 1971      | Dave Rollinson (en) | Yvan Leveel            | Élie Lefranc         |
| 1972      | Michel Coroller     | Jacky Gadbled          | Pierre Trochu        |
| 1973      | André Simon         | J. Goujon              | Jean-Claude Thoury   |
| 1974      | Christian Lefèbvre  | André Legendre         | Bernard Osmont       |
| 1975      | Bernard Osmont      | Daniel Leveau          | André Legendre       |
| 1976      | Paul Mabire         | François Leveau        | Jacky Chan-Tsin      |
| 1977      | Philippe Durel      | Jean-Pierre Biderre    | Joël Hurel           |
| 1978      | Paul Mabire         | Daniel Yon             | Jean-Michel Avril    |
| 1979      | François Leveau     | Roland Gaucher         | Michel Riou          |
| 1980      | Daniel Leveau       | Roland Gaucher         | Paul Mabire          |
| 1981      | Daniel Leveau       | Alain Taillefer        | Pascal Trillest      |
| 1982      | Paul Mabire         | Michel Rauline         | Philippe Adam        |
| 1983      | Pascal Churin       | Gilbert Daniel         | Michel Riou          |
| 1984      | Philippe Adam       | Alain Percy            | Christophe Gicquel   |
| 1985      | Pascal Churin       | Philippe Gontier       | François Leveau      |
| 1986      | Philippe Dalibard   | François Leveau        | Philippe Adam        |
| 1987      | Branton Wild        | Philippe Adam          | Gilles Carlin        |
| 1988      | Alain Simon         | Paul Mabire            | Stéphane Henriet     |
| 1989      | Gérard Meyer        | Sławomir Pietruszewski | Philippe Adam        |
| 1990      | Richard Vivien      | Hervé Garel            | Gldas Yvinec         |
| 1991      | Rémy Quinton        | Franck Laurance        | Franck Beucherie     |
| 1992      | Zdzisław Komisaruk  | Dominique Trinquet     | Gérard Henriet       |
| 1993      | Franck Laurance     | Christophe Agnolutto   | Yvan Frebert         |
| 1994      | Franck Hérembourg   | Philippe Adam          | Cyril Churin         |
| 1995      | Laurent Eudeline    | Denis Dugouchet        | Cyril Churin         |
| 1996      | Denis Dugouchet     | Jean-Christophe Drouet | David Pagnier        |
| 1997      | Denis Marie         | Grégory Galbadon       | Gaëtan Sécher        |
| 1998      | Cédric Loué         | Artūras Trumpauskas    | Emmanuel Mallet      |
| 1999      | Denis Marie         | Jérôme Leroyer         | Emmanuel Mallet      |
| 2000      | Franck Morelle      | Mickael Olejnik        | Grégory Page         |
| 2001      | Anthony Bode        | Dany Caprais           | Vincent Grenèche     |
| 2002      | Régis Ruet          | Tony Macé              | Rodolphe Parent      |
| 2003      | Frédéric Lecrosnier | Rodolphe Parent        | Yves Delarue         |
| 2004      | Sébastien Duret     | Mickaël Leveau         | Guillaume Judas      |
| 2005      | Julien Gonnet       | Piotr Zieliński        | Freddy Ravaleu       |
| 2006      | Freddy Ravaleu      | Tony Cavet             | Stéphan Ravaleu      |
| 2007      | Olivier Nari        | Gaylord Cumont         | Tony Gallopin        |
| 2008      | Julien Mesnil       | Guillaume Faucon       | Tony Cavet           |
| 2009      | Ludovic Poilvet     | Cénéric Racault        | Fabien Sidaner       |
| 2010      | Julien Foisnet      | Alexandre Lemair       | Christopher De Souza |
| 2011      | Kévin Denis         | Thibault Huché         | Guillaume Malle      |
| 2012      | Ludwig Vaufleury    | Baptiste Haye          | Nicolas Tocqué       |
| 2013      | Cyrille Noël        | Basile Gogo            | William Daniel       |
| 2014,     | Guillaume Faucon    | Enric Lebars           | Rodolphe Marie       |
| 2015      | Benoît Poitevin     | Corentin Dubois        | Wilfried Canalès     |
| 2016      | Erwan Cornillet     | Alexis Hamel           | Baptiste Renault     |
| 2017      | non organisé        | non organisé           | non organisé         |
| 2018      | Rodolphe Marie      | Alan Boileau           | Matthieu Demeautis   |
| 2019      | Thibault Valognes   | Briac Thébault         | Alexis Pierre        |
| 2020-2021 | non organisé        | non organisé           | non organisé         |
| 2022      | Matéo Carlot        | Maxime Renault         | Romain Chan-Tsin     |
| 2023      | Louis Pijourlet     | Adrien Garel           | Benjamin Bramoullé   |
| 2024      | Alexis Robert       | Tom Mainguenaud        | Lenaïc Langella      |
| 2025      | Mavric Beaune       | Cyprien Gilles         | Mattéo Viardot       |